# 8915 Савайсюдзіро
8915 Савайсюдзіро (8915 Sawaishujiro) — астероїд головного поясу, відкритий 27 грудня 1995 року.
Тіссеранів параметр щодо Юпітера — 3,056.
Названо на честь Савай Сюдзіро (яп. さわい・しゅうじろう(澤井秀次郎) савай сю:дзіро:).